# Pasi Puistola
Pasi Puistola (* 16. September 1978 in Tampere) ist ein ehemaliger finnischer Eishockeyspieler und derzeitiger -trainer, der in der höchsten finnischen Spielklasse unter anderem bei Tappara Tampere, Ilves Tampere, Ässät Pori und die Pelicans aktiv war. In der Kontinentalen Hockey-Liga spielte er für Sewerstal Tscherepowez und den HK Donbass Donezk sowie fünf Jahre lang für HV71 in der Elitserien. Der größte Erfolg seiner Karriere war der Gewinn der Goldmedaille bei der Weltmeisterschaft 2011.

## Karriere

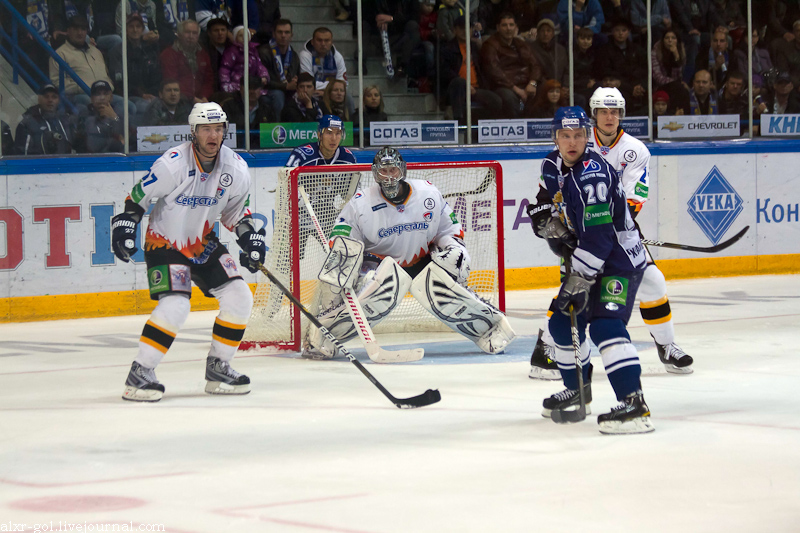
Puistola (ganz rechts) im Trikot von Sewerstal Tscherepowez (2011)

Pasi Puistola begann seine Karriere als Eishockeyspieler in seiner Heimatstadt in der Nachwuchsabteilung von Tampereen Ilves, für dessen Profimannschaft er in der Saison 1997/98 sein Debüt in der SM-liiga gab. In dieser wurde er mit seiner Mannschaft auf Anhieb Vizemeister. Der Verteidiger selbst konnte mit 18 Scorerpunkten, davon vier Toren, in insgesamt 57 Spielen ebenfalls überzeugen und erhielt die Trophäe Jarmo Wasaman muistopalkinto als Rookie des Jahres. Nachdem er auch die Saison 2000/01 bei Ilves begonnen hatte, wechselte er innerhalb der Liga zu Porin Ässät. Bereits zum Saisonende kehrte er in seine Heimatstadt Tampere zurück, unterschrieb dort jedoch einen Vertrag bei Ilves’ Stadtnachbarn Tappara Tampere. Mit seiner neuen Mannschaft wurde er 2002 zunächst ebenfalls Vizemeister, ehe er in der Saison 2002/03 erstmals den finnischen Meistertitel mit Tappara gewann.
Nachdem sich Puistola bei Tappara kontinuierlich gesteigert hatte, wechselte er zur Saison 2006/07 zum HV71 in die schwedische Elitserien. Dort war er ebenfalls mit seinem Team erfolgreich und wurde mit der Mannschaft aus Jönköping in den Spielzeiten 2007/08 und 2009/10 jeweils Schwedischer Meister. Zudem wurde er 2009 Vizemeister mit dem HV71. Zur Saison 2010/11 wurde er zum Assistenzkapitän von HV71 ernannt. Nach dem Gewinn des Weltmeistertitels mit Finnland wurde er für die Saison 2011/12 von Sewerstal Tscherepowez aus der Kontinentalen Hockey-Liga verpflichtet.
Im Mai 2012 erhielt er einen Vertrag beim KHL-Neuling HK Donbass Donezk, für den er 23 KHL-Partien absolvierte, ehe er im Juli 2013 von Tappara Tampere verpflichtet wurde. Mit Tappara wurde er 2014 erneut finnischer Vizemeister, ehe er nach durchwachsenen Leistungen in der Saison 2014/15 an Kalevan Pallo verliehen wurde. Im Oktober 2015 wurde dann an den Zweitligisten Lempäälän Kisa ausgeliehen, ehe er im Februar 2016 an die Pelicans abgegeben wurde. Nach der Saison 2016/17 beendete er seine Karriere und begann ab dem Sommer 2018 im erweiterten Trainerstab von Tappara zu arbeiten. Nach zwei Jahren stieg er dort zum Assistenztrainer auf und war fünf Jahre in dieser Position tätig. Zur Spielzeit 2025/26 wurde er Assistenztrainer seines Landsmanns Jussi Tapola beim SC Bern aus der Schweizer National League.

### International
Für Finnland nahm Puistola im Juniorenbereich an der U20-Junioren-Weltmeisterschaft 1998 teil, bei der er mit seinem Team die Goldmedaille gewann. Im Seniorenbereich stand er 2005, 2006, 2007, 2008, 2009, 2010 und 2011 jeweils im Aufgebot seines Landes bei der Euro Hockey Tour und nahm an den Weltmeisterschaften 2010 und 2011 teil. Bei der WM 2011 wurde er mit seiner Mannschaft Weltmeister.

## Erfolge und Auszeichnungen
| - 1998 Finnischer Vizemeister mit Ilves Tampere - 1998 Jarmo Wasaman muistopalkinto - 2002 Finnischer Vizemeister mit Tappara Tampere - 2003 Finnischer Meister mit Tappara Tampere - 2008 Schwedischer Meister mit HV71 | - 2009 Schwedischer Vizemeister mit HV71 - 2010 Schwedischer Meister mit HV71 - 2013 IIHF-Continental-Cup-Gewinn mit dem HK Donbass Donezk - 2014 Finnischer Vizemeister mit Tappara Tampere |

### International
- 1998 Goldmedaille bei der U20-Junioren-Weltmeisterschaft
- 2011 Goldmedaille bei der Weltmeisterschaft

## Statistik
(Stand: Ende der Saison 2016/17)